# Прапор Армянська
Пра́пор Армя́нська затверджений 14 серпня 2008 року рішенням N391 XXI сесії V скликання Армянської міської ради.

## Опис
Прямокутне полотнище зі співвідношенням сторін як 2:3, з червоною і зеленою горизонтальними смугами шириною відповідно 3/10 і 7/10 ширини прапора. У зеленому полі біла фортеця, висотою 1/2 ширини прапора, а в червоному полі жовтий ключ вушком від ратища.